# کالین ساموئل
کالین ساموئل (انگلیسی: Collin Samuel؛ زادهٔ ۲۷ اوت ۱۹۸۱) یک بازیکن فوتبال اهل ترینیداد و توباگو است.
وی همچنین در تیم ملی فوتبال ترینیداد و توباگو بازی کرده‌است.